# Leucosolenia complicata
Leucosolenia complicata is een sponssoort in de taxonomische indeling van de kalksponzen (Calcarea). De spons leeft in de zee en zijn parenchym bestaat uit calciumcarbonaat.
De spons behoort tot het geslacht Leucosolenia en behoort tot de familie Leucosoleniidae. De wetenschappelijke naam van de soort werd voor het eerst geldig gepubliceerd in 1818 door Montagu.

## Uiterlijke kenmerken
Hij kan een hoogte van 2 centimeter bereiken. Deze spons heeft een buisvormige, vertakte vorm met aan het einde van iedere vertakking een uitstroomopening. Hij voelt stevig aan maar heeft fragiele vertakkingen.
Leucosolenia complicata heeft een grijswitte kleur.

## Leefwijze
De zygote ontwikkelt zich tot coeloblastula- of amphiblastula-larve (vrijzwemmend) voordat hij zich op een substraat nestelt waar hij zal uitgroeien tot een jonge spons.

## Verspreiding
Hij hecht zichzelf vast op zeewier, schelpen en mosdiertjes van het eulitoraal tot een diepte van ongeveer 100 meter. Komt niet voor op plekken die droog komen te staan bij eb.
Deze spons komt voor in de Atlantische Oceaan, Noordzee en de westelijke Oostzee.
1. 1 2 3 4  Elseviers gids van strand en kust. Elsevier, Amsterdam (1977), pp. 70. ISBN 9010017958. Gearchiveerd op 4 juni 2023.
2. ↑  Leucosolenia complicata. www.sealifebase.se. Gearchiveerd op 16 augustus 2022. Geraadpleegd op 16 augustus 2022.
3. ↑  Leucosolenia complicata - Marine Life Encyclopedia. www.habitas.org.uk. Geraadpleegd op 16 augustus 2022.